# COROT-17b
CoRoT-17b es el primer planeta descubierto por la misión CoRoT que pertenece al sistema de la estrella CoRoT-17.